# Talg
Talg (latin: sebum) är fett från främst nötkreatur och får som smälts ut och som har använts som bränsle till belysning samt senare under industrialismen som råvara till vissa sorters margarin. Talg används även i bland annat kosmetika och hudsalvor, bland annat Försvarets hudsalva.